# Battaglia di Megalopoli
La battaglia di Megalopoli venne combattuta nel 331 a.C. tra l'esercito spartano e quello macedone. Il reggente di Alessandro, generale Antipatro guidò l'esercito macedone alla vittoria sull'esercito di re Agide III.

## Scenario
Nell'autunno del 333 a.C., il re spartano Agide III aveva incontrato i generali persiani Farnabazo e Autofradate, da qualche parte nel Mar Egeo e rivelò loro i suoi piani per una guerra contro Alessandro Magno in Grecia stessa. I Persiani accettarono di supportare Agide; tuttavia, potevano solo fornirgli 30 talenti e 10 navi. Agide reclutò i mercenari greci che avevano combattuto nell'esercito persiano ed erano sopravvissuti alla Battaglia di Isso: una forza di 8 000 veterani. Nell'estate del 331 a.C., Agide sconfisse Corrago, il generale macedone al comando del Peloponneso e della guarnigione di Corinto.
Nel frattempo Antipatro, reggente di Alessandro di Macedonia, era impegnato in Tracia dove il generale macedone Memnone era stato coinvolto in una rivolta. Dopo aver risolto la questione, Antipatro marciò contro il re Agide. Antipatro aveva reclutato un grande esercito, composto da 40 000 uomini, con un nucleo di truppe macedoni e un numero considerevole di barbari provenienti dai margini settentrionali dell'impero, rinforzato dalle truppe dei suoi alleati greci.

## Battaglia
La battaglia finale, combattuta nei pressi Megalopoli in Arcadia, si concluse con una sconfitta degli spartani. All'inizio della battaglia le linee di Antipatro vennero infrante dagli spartani, ma alla fine il peso dei numeri fu determinante nel portare alla vittoria i macedoni. Le fonti parlano di 5 300 morti dal lato spartano e 3 500 dalla parte macedone. Per gli spartani significava un numero di vittime di oltre il 25 per cento dei loro effettivi. Re Agide, ferito e incapace di stare in piedi, ordinò ai suoi uomini di lasciarlo nelle retrovie per affrontare l'esercito macedone che avanzava in modo da dare ai suoi uomini il tempo di ritirarsi. In ginocchio, il re spartano uccise molti soldati nemici prima di essere ucciso da un giavellotto.